# Форнело (Бари)
Форнело (итал. Fornello) је насеље у Италији у округу Бари, региону Апулија.
Према процени из 2011. у насељу је живело 26 становника. Насеље се налази на надморској висини од 378 м.